# Палац культури імені Т. Г. Шевченка
Палац культури імені Т. Г. Шевченка — найбільший діючий палац культури Трускавця, центр культурної та просвітницької роботи, одним з найбільших залів для виступів та проведення заходів у місті.

## Історія
Палац Культури імені Т. Г. Шевченка був відкритий у 1971 році. У палаці культури є кіноконцертний зал на 1025 місць та танцювальна зала («Шайба»). У палаці культури зародився гурт «Дзвін». При палаці культури діє Народний ансамбль пісні і танцю «Трускавчанка».

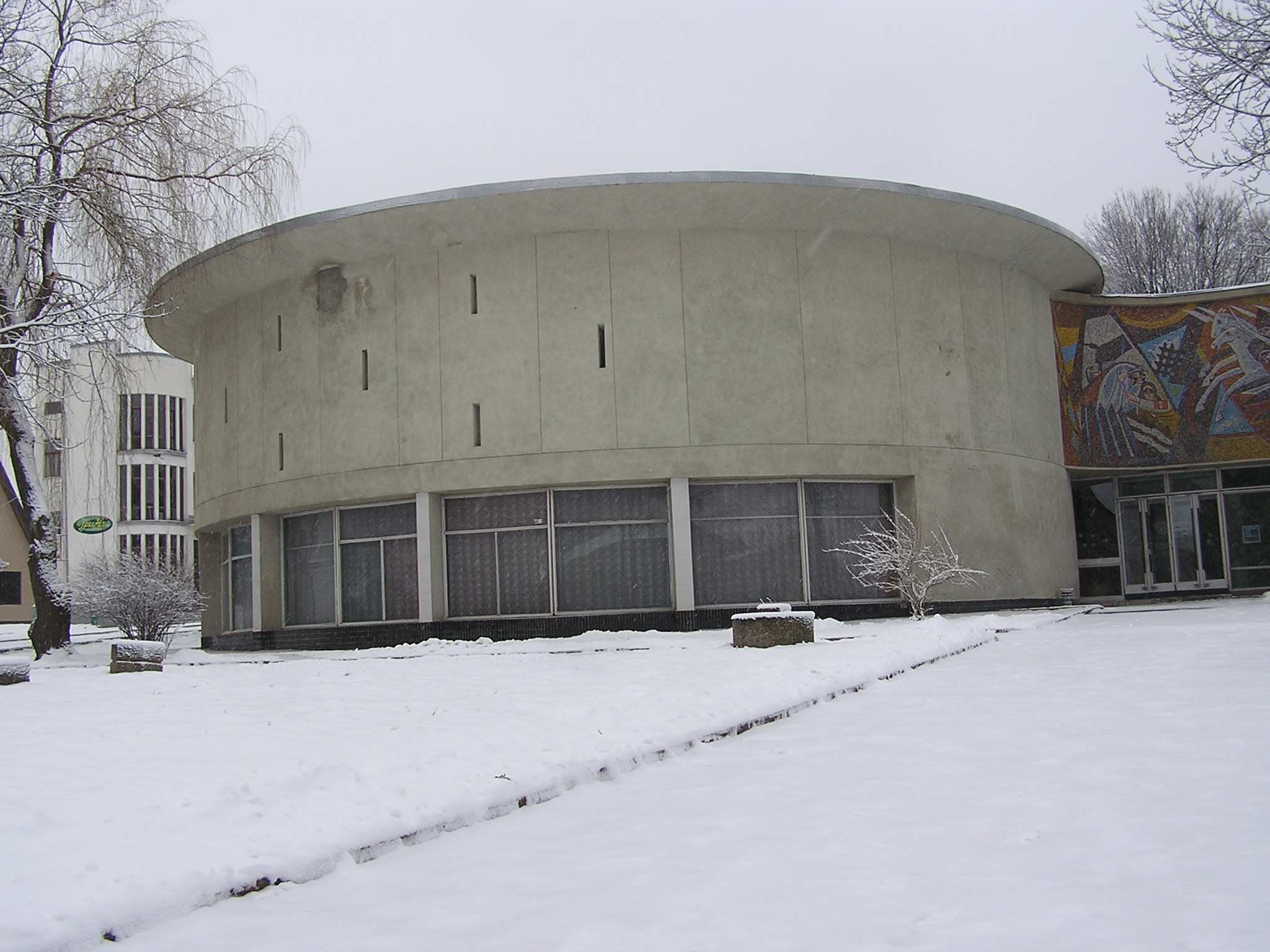
«Шайба»

У палаці культури проходять міські, обласні та всеукраїнські заходи, гастролі відомих українських театрів, співаків та гуртів. Щорічно проводиться мистецька акція «На Великдень у Трускавець», Міжнародний конкурс-фестиваль дитячого, юнацького та молодіжного мистецтва «Empire of arts», конкурс трускавецьких школярок «Міс-Весна», обласний фестиваль українського зимового фольклору «Нова радість стала», Всеукраїнський відкритий фестиваль-конкурс дитячої та юнацької творчості «Яскрава країна».
З червня 2017 року проводиться Всеукраїнський фестиваль циркового мистецтва «Трускавецький фіґляр», Міжнародний фестиваль «Імперія мистецтв» та «Яскрава симфонія».
5 жовтня 2016 року в палаці культури відбувся відбірковий тур VI Всеукраїнського фестивалю героїко-патріотичної пісні серед працівників органів і підрозділів цивільного захисту ДСНС України, ветеранів та пенсіонерів служби цивільного захисту.
22 квітня 2018 року о 20.00 у палаці культури відбувся благодійний на підтримку онкохворих дітей, у якому взяли участь відомі українські співаки: Андрій Князь, Павло Табаков, Віктор Винник, Ростислав Кушина, Зеновій Гучок та інші
У танцювальній залі проходять розважальні та спортивні заходи. 3 жовтня 2015 року пройшли всеукраїнські рейтингові класифікаційні змагання зі спортивних бальних танців «TRUSKAVETS CUP — 2015». У 2016 році відбулися традиційні всеукраїнські змагання зі спортивних танців «Зимова казка Трускавця».
24 вересня 2016 року в танцювальній залі відбулась матчева зустріч з боксу «Схід і Захід разом», рамках якої відбулось п'ять поєдинків. У березні 2018 року пройшли Всеукраїнські класифікаційні змагання з танцювального спорту «Променад 2018».

## Фотогалерея

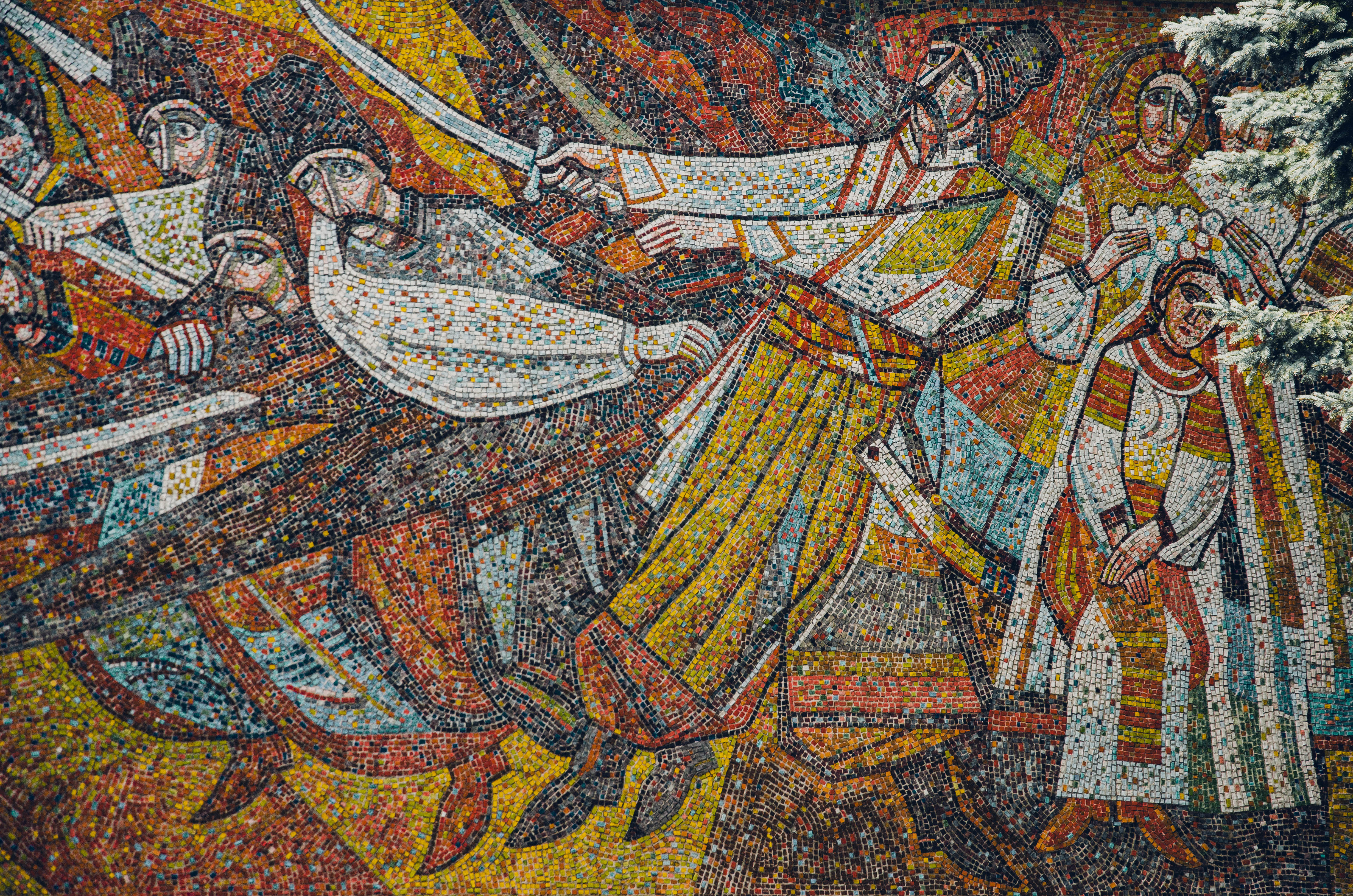
Фрагмент мозаїки на фасаді будівлі Палацу культури імені Т. Шевченка в Трускавці
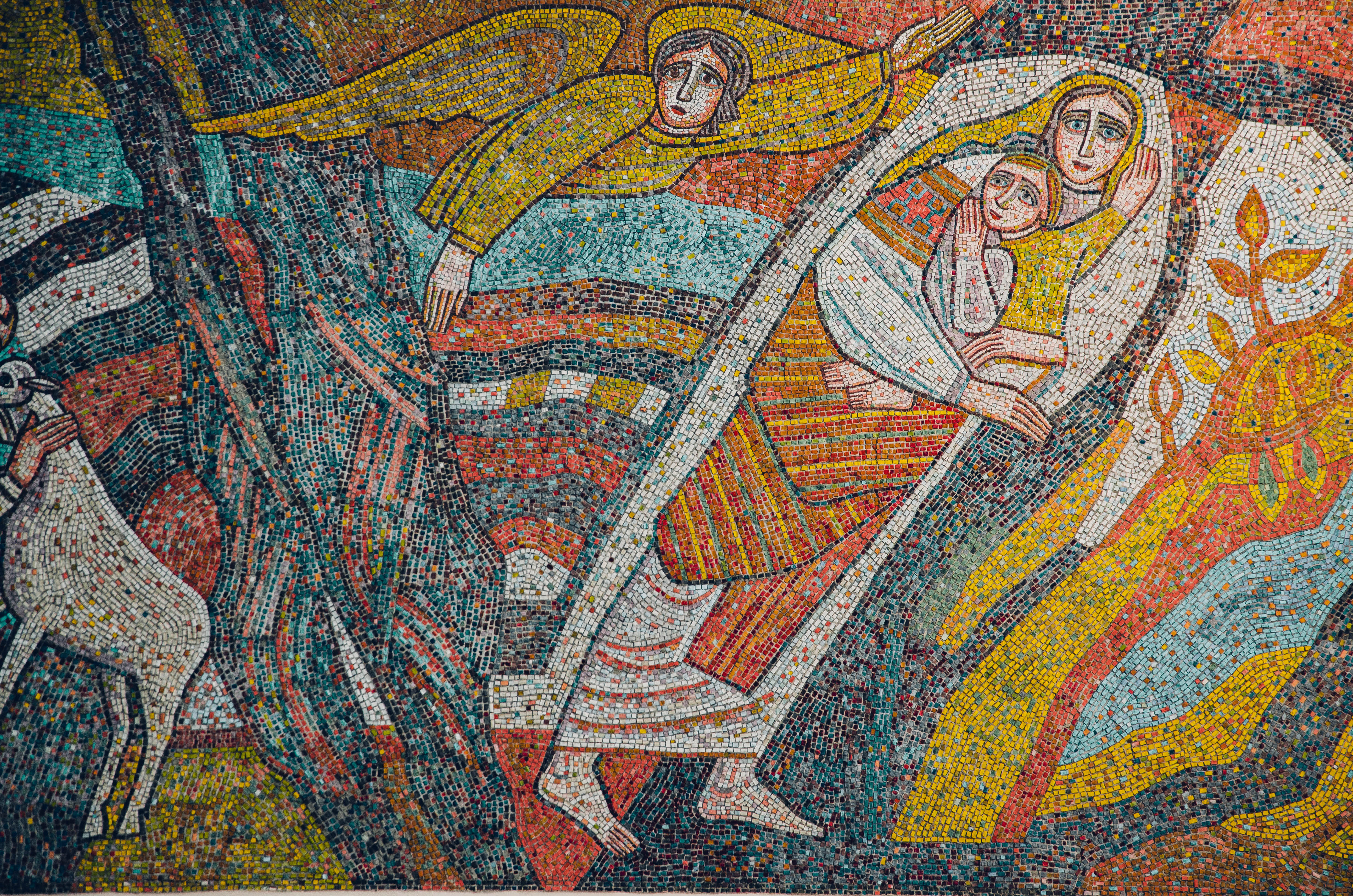
Фрагмент мозаїки на фасаді будівлі Палацу культури імені Т. Шевченка в Трускавці
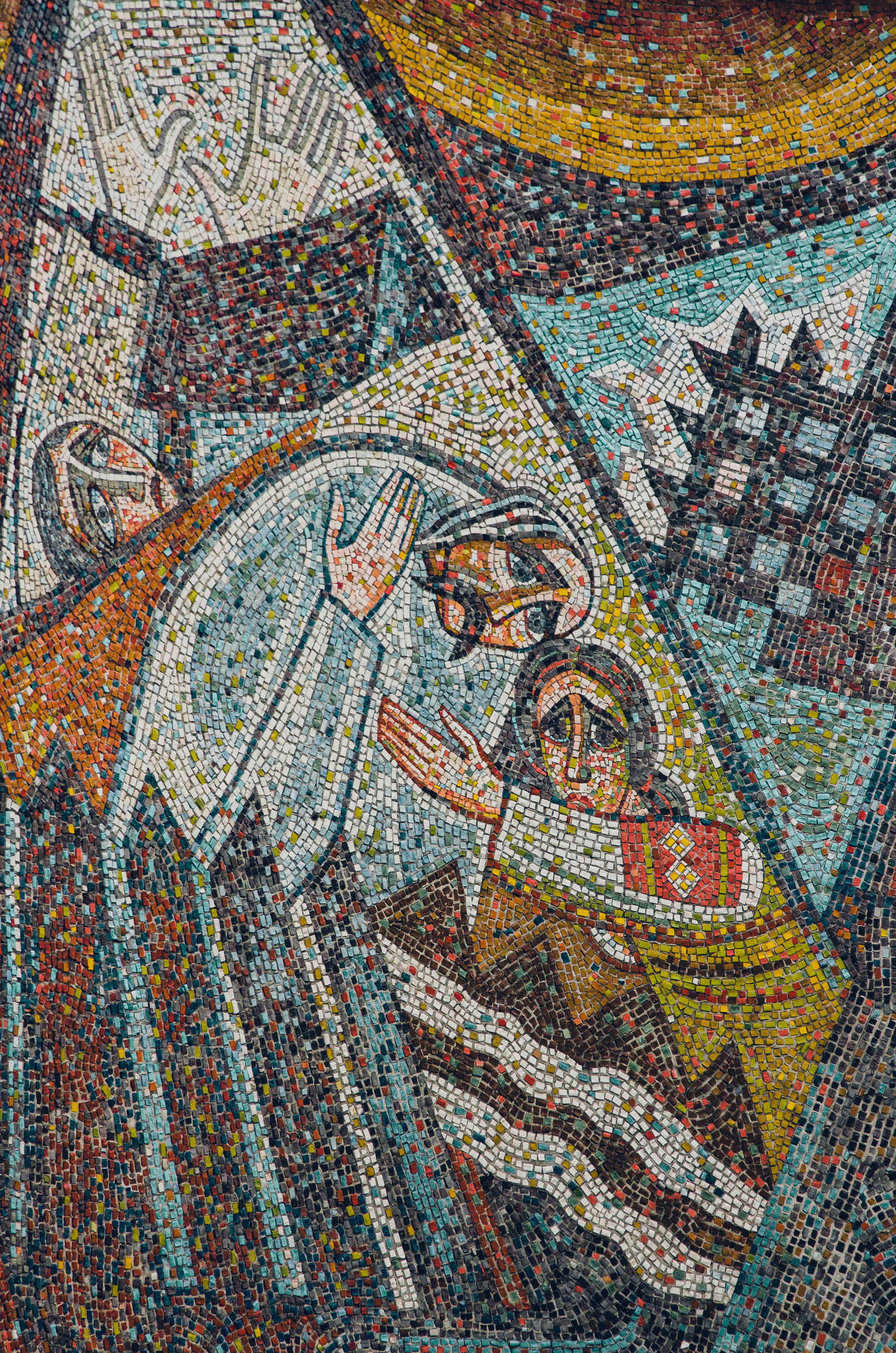
Фрагмент мозаїки на фасаді будівлі Палацу культури імені Т. Шевченка в Трускавці
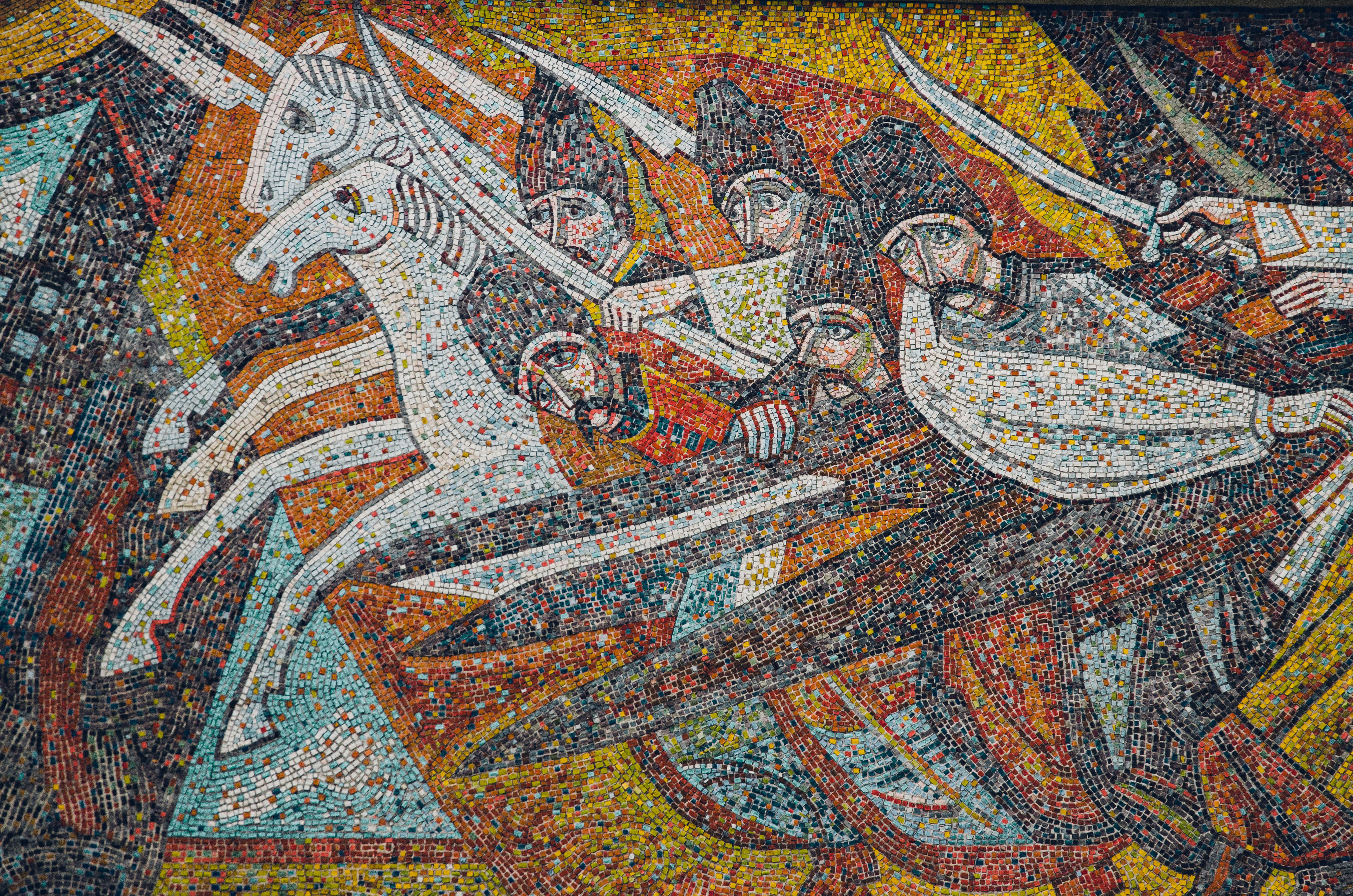
Фрагмент мозаїки на фасаді будівлі Палацу культури імені Т. Шевченка в Трускавці
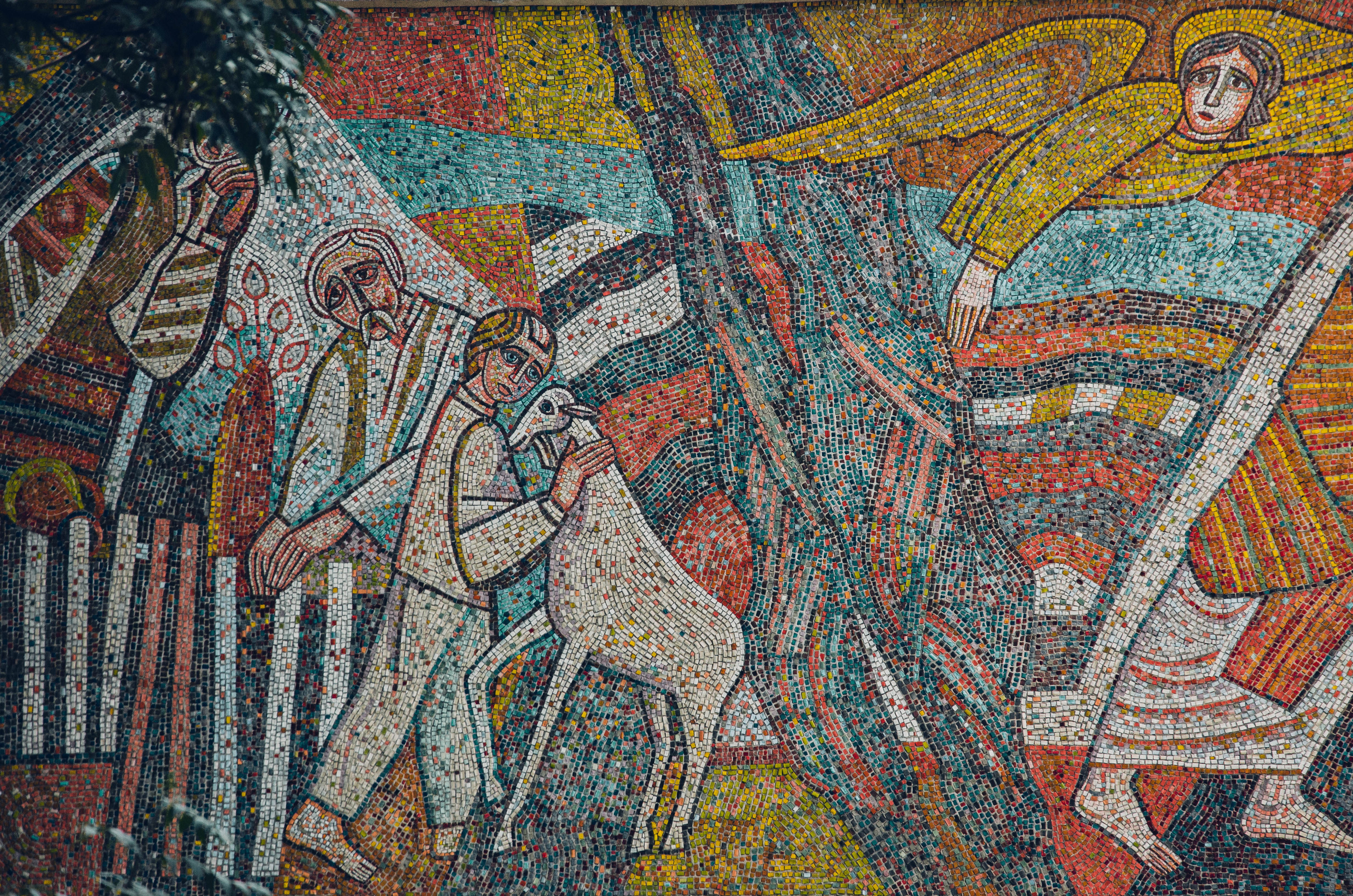
Фрагмент мозаїки на фасаді будівлі Палацу культури імені Т. Шевченка в Трускавці